# 艾希哈尔登
艾希哈尔登是德国巴登-符腾堡州的一个市镇。总面积25.74平方公里，总人口4048人，其中男性2027人，女性2021人（2011年12月31日），人口密度157人/平方公里。